# Exten
Exten ist der größte Ortsteil der Stadt Rinteln im Landkreis Schaumburg in Niedersachsen.

## Geographie

### Lage

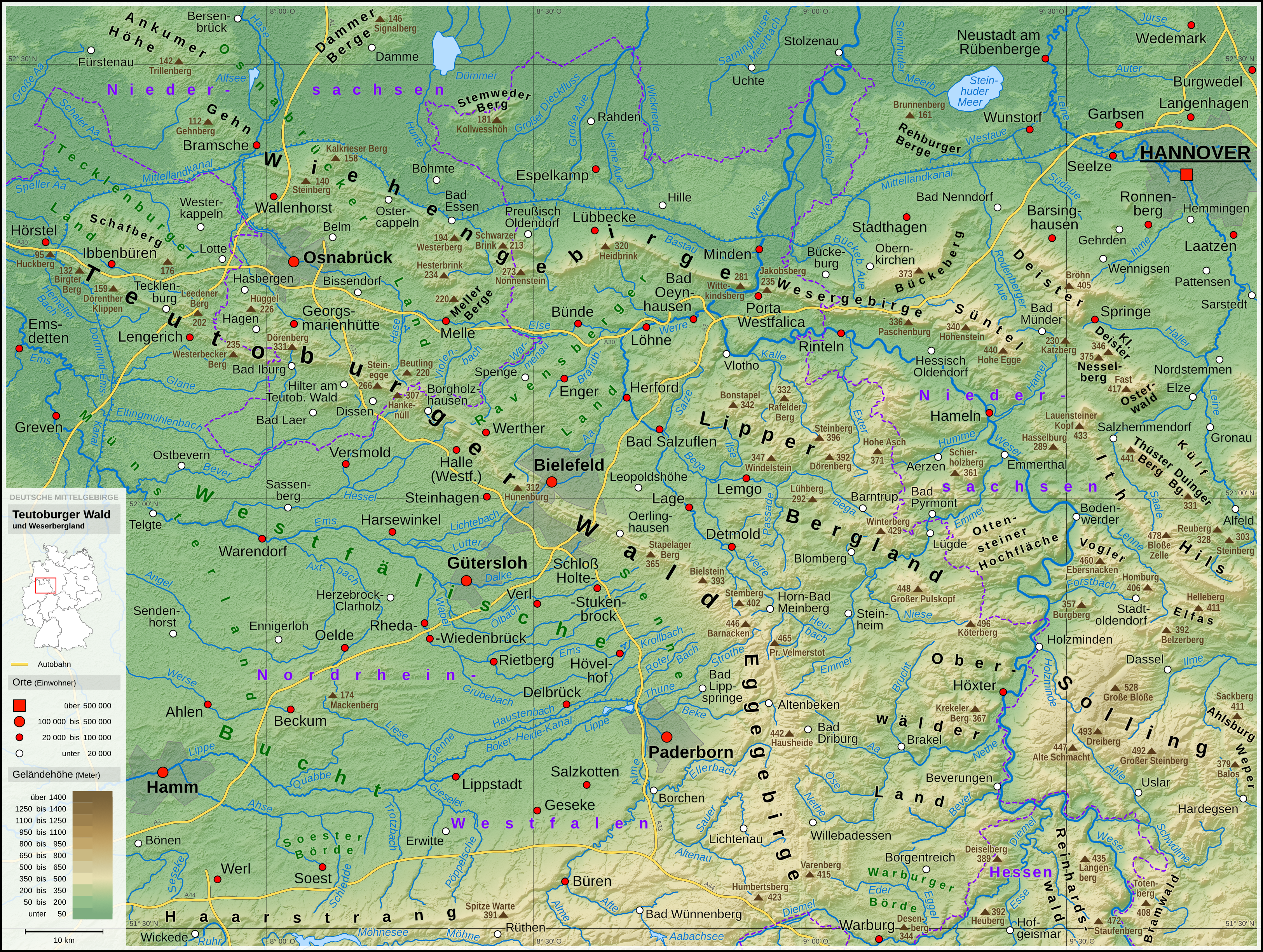
Weserbergland

Exten liegt südlich der Weser inmitten der Rintelner Talweitung des Wesergebirges im Niedersächsischen Bergland. Im Süden grenzt das Östliche Lipper Bergland an den Ort.
Die nächstgelegenen Großstädte sind im Uhrzeigersinn im Norden beginnend Bremen, Hannover, Kassel und Bielefeld. Die Nordseeküste liegt etwas näher an Exten als die Ostseeküste.

### Nachbargemeinden
Folgende Gemeinden der Stadt Rinteln grenzen im Uhrzeigersinn im Norden beginnend an Exten: Rinteln, Strücken, Uchtdorf, Krankenhagen und Möllenbeck.

### Nachbarkreise
Exten liegt nahe dem Landkreis Hameln-Pyrmont (Niedersachsen) sowie den Kreisen Lippe und Minden-Lübbecke (beide in Nordrhein-Westfalen).

### Topographie

#### Gewässer

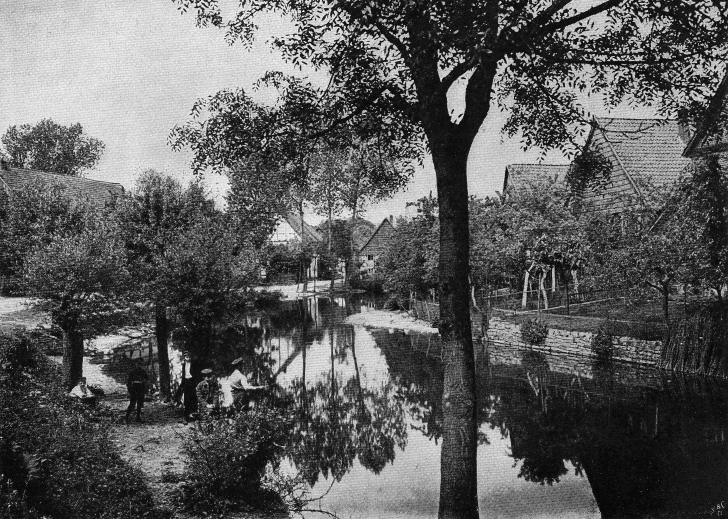
Die Exter in Exten, Anfang des 20. Jahrhunderts

Von Süden her kommend fließt die Exter durch Exten. Sie mündet östlich von Rinteln in die Weser. In der Ortsmitte vor dem Exterwehr wird ein Mühlengraben die Mühlenexter oder Neue Exter abgeleitet. Dieser versorgt den Stadtgraben in Rinteln mit Wasser und mündet nahe der Weserbrücke in die Weser.

## Geschichte

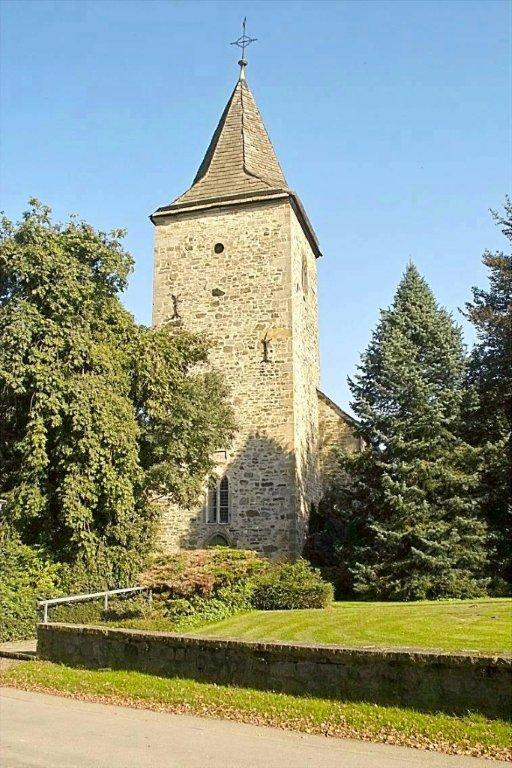
Kirche Exten

Exten gehört zu den größten und ältesten Dörfern im Wesertal zwischen Hameln und Minden.
Seine Geschichte wie auch sein Name sind eng mit der Exter verbunden, die hier aus dem Lippischen Bergland kommend den Ort durchfließt und unterhalb bei Rinteln in die Weser mündet. Johann Wolfgang von Goethe widmete dem Fluss ein von ihm in Exten gemaltes Bild.

### Kirchengeschichte
Die Pfarrerei Exten war die Urkirche des Osterburg-Gaues und gehörte zum Archidiakonat Ohsen des Bistums Minden. Seine erste namentliche Erwähnung findet Exten im Jahr 896, als in der Stiftungsurkunde des Klosters Möllenbeck von einer bereits bestehenden, weseraufwärts gelegenen Siedlung Achriste die Rede ist. Nach den neuesten Forschungen über die frühe kirchliche Organisation ist die Exter Kirche noch vor dem Jahre 800 n. Chr. von Würzburg aus gegründet worden, und zwar noch während der Sachsenkriege (772–804). Der erste Bau, der wahrscheinlich eine Holzkirche war, soll zwischen 770 und 790 erbaut worden sein. In der Kirche wurden Taufbewerber, die zwischen Vlotho, Schötmar, Lügde und Hameln wohnten, getauft. Zur Zeit der Christianisierung der Sachsen war Exten ein Mittelpunkt der Missionsarbeit. Von hier aus wurden die anliegenden Gebiete missioniert, weitere Gemeinden gegründet und Kirchen gebaut. Exten als Urpfarre ist demnach älter als das Stift Möllenbeck. Die Kirche zu Exten ist somit das älteste Gotteshaus im schaumburgischen Wesertal. Das heutige Gebäude stammt bis auf den 1548 erneuerten Turm aus dem 12. Jahrhundert.
Das Grundstück, auf dem die Kirche steht, ist ein alter Thingplatz. Der ganze kirchliche Grundbesitz gehörte der Sippe Widukind, die im Wesertal über große Besitzungen verfügte. Später wurde das Kirchengrundstück mit den dazugehörenden Ländereien dem Bischof in Minden übereignet. Die Führung der Gemeinde lag zuerst in den Händen der Missionare, die aus Würzburg gekommen waren. Dann kam Exten vermutlich unter die Aufsicht des Bischofs zu Paderborn und wurde später dem Bistum Minden unterstellt. Im Jahr 1287 wurde die Kirche zu Exten durch den Bischof von Minden dem Jakobskloster in Rinteln übertragen. Das Gotteshaus war zuerst dem Heiligen Kilian geweiht.
Im 13. Jahrhundert wurden die beiden Heiligen Cosmas und Damian die Schutzpatrone des Gotteshauses. Es wird angenommen, dass in jener Zeit in dem Kirchspiel die Pest wütete. Um vor ihr gerettet zu werden, so vermutet man, wurden die beiden Ärzte Cosmas und Damian die Schutzpatrone der Kirche. Ihre Standbilder standen seit der Reformation bis etwa 1850 unten im Kirchturm. Danach wurden sie, genau wie zwei wertvolle Kruzifixe aus Exten, in das Universitätsmuseum nach Marburg gebracht. Beide Kruzifixe sind romanisch und stammen aus dem 12./13. Jahrhundert. Die Extener Gemeinde hat sich bisher vergeblich bemüht, diese Kreuze zurückzuführen. Im Frühjahr 1936 wurde der Fußboden des Kirchenschiffes um etwa 30 cm niedriger gelegt, um den Altarraum mehr hervortreten zu lassen. Bei dieser Arbeit stieß man auf riesige Steinplatten, die über den alten Grüften lagen. Hier hat der Edelhof etwa 600 Jahre lang seine Toten bestattet. Als man die östliche Gruft öffnete, sah man noch Sargreste und Schädel darin liegen. An einer anderen Stelle fand man noch zwei vollständig erhaltene Zinkschilder, aus deren Inschriften hervorgeht, dass u. a. in dieser Gruft eine 1781 gestorbene Freifrau Roeder von Diersburg, eine geborene Gräfin von Wartensleben und ihre 17 Jahre alte Tochter beigesetzt wurden. Eine weitere Inschrift bezeichnet das Grab von Hermann von Wartensleben und seiner Frau. Als die Kirche 1964/65 renoviert wurde, stießen Handwerker während Erdarbeiten auf eine große Steinplatte inmitten der Kirche. Die Maße dieser Platte sind ungefähr 3 × 6 m und 40 Zentimeter stark. Da die Platte ihrer Größe wegen nicht heraustransportiert werden konnte, wurde sie in die Südwestecke des Kirchenschiffs geschoben. Sie liegt dort unter dem Holzfußboden. Die Vermutung liegt nahe, dass die Platte das Fundament der ersten Holzkirche in Exten war. Da hier weit und breit solche großen Steinplatten nicht zu finden sind, ist anzunehmen, dass sie auf dem Wasserweg nach Exten transportiert wurden. Am 7. März 1702 schenkte Elmerhaus von Wartensleben der Kirche eine Orgel. Die Orgel steht heute unter Denkmalschutz. Auf der rechten Seite des Barockprospektes steht das Jahr 1733. Sie soll von Christian Klausing aus Herford gebaut worden sein. Die Orgelbaufirma Hammer in Hannover datiert die ältesten Orgelpfeifen aber schon in das 16. Jahrhundert zurück. Damit ist erwiesen, dass Exten um 1550 zur Zeit der Reformation bereits eine Orgel gehabt hat. Das Orgelwerk hat 12½ Register, geteilte Laden, die es dem Organisten ermöglichen, Trio zu spielen. In der alten Chronik der Kirchengemeinde Exten wird berichtet, dass die Kirche in den früheren Jahrhunderten ein hervorragendes Geläut aus drei Glocken gehabt haben soll. Die große Glocke soll auf Befehl des damaligen Landesfürsten ihrer Größe und ihres Klanges wegen in die Residenzstadt Kassel gebracht worden sein.

### Ortsname
Der Name Achriste (896) wandelte sich über de Eckersten (1224), Eckersten (1237), Eckerste (1328), Exterde (1352) und Ekkersten (1370) erstmals im Jahre 1446 zu Exten. Nach 1446 findet man bis ins 19. Jahrhundert auch die Bezeichnung Ecksten. Nach dem Sprachwissenschaftler Professor Jürgen Udolph kommt der Ortsname von der Exter die den alteuropäischen Gewässernamen Akrista bzw. Ag-istra trug. Die Namensgebung gehört damit wohl zu der ältesten bekannten Namensschicht in Europa.

### Herren von Eckersten
Bei dem officium Eckersten handelt es sich um eine Grundbesitzgruppierung, um eine villicatio, welche die Herren von Eckersten zunächst als beamtete Hauptmeier besaßen und später als Lehen hatten. Einer Sage nach, wurde ein Gerslaff vom Bischof von Minden in einer bedeutenden Angelegenheit nach Rom entsandt. Für seine Verdienste wurde Gerslaff 1213 vom Bischof mit Land in Exten und Rinteln belohnt. Die Familie von Gerslaff erbaute dann 1236 nahe den heutigen Gebäuden des Extener Rittergutes einen wehrhaften Adelshof. Das Geschlecht der von Eckersten oder wie in anderen Urkunden Eckerstein nannte sich dann nach dem Ort Exten, nicht umgekehrt. Der erste urkundlich erwähnte Ritter Frideric von Eckersten wird wohl ein Sohn von Gerslaff gewesen sein.
Mit seiner romanischen Kirche, dem bedeutenden Adelshof der Familie von Eckersten und zahlreichen Mühlen und Hammerwerken, welche die Wasserkraft der Exter nutzbar machten, entwickelte sich Exten früh zu einem der einwohnerstärksten Dörfer in der Grafschaft Schaumburg. Das Dorf war zu dieser Zeit neben dem Rittergut von einer Vielzahl mittlerer und kleiner Hofstellen geprägt.

### Rittergut Exten
Das Rittergut Exten war der Sitz bedeutender Familien; es erschien erstmals 1224 in den Schriftquellen. Nach der Familie von Eckersten, die 1543 ohne Nachkommen blieb, kam die Familie von Wartensleben. Der preußische Generalfeldmarschall und Minister Alexander Hermann von Wartensleben (1650–1734) wuchs hier auf. 1727 wurde das heutige Haupthaus des Rittergutes durch den Bremer Baumeister Conrad Georg Conradi für Karl Christian Graf von Wartensleben auf den Grundmauern eines älteren Hauses das heutige repräsentative Herrenhaus des Rittergutes im spätbarocken Régencestil errichtet. Die übrigen Wirtschaftsgebäude und die im Gutspark gelegene Orangerie entstanden kurz nach 1800. Nach der französischen Besetzung im Jahr 1807 kam Exten mit der Grafschaft an das Königreich Westphalen. König war Jérôme Bonaparte, jüngster Bruder Napoleons. Angeblich aus Besorgnis, dass Jérôme Bonaparte das Rittergut ohne Entschädigung einziehen würde, verkaufte Ferdinand Graf von Wartensleben es 1809 für 55.000 Taler an Bernard Diederik Gijsbert Freiherr von Wardenburg. Die Zeit der Extener von Wartensleben war damit vorbei. 1810 wurden mächtige Scheunen aus Bruchsteinmauerwerk (50 und 80 m lang) gebaut. Zu dieser Zeit lebten in Exten etwa 500 Menschen. 1814 kam das Anwesen für das Meistgebot von 35.000 Talern an den Kaufmann Wilhelm Grimmell aus Bremen. Nach dem Tod Grimmells 1839 ging das Gut anfänglich auf dessen Schwester Wilhelmine, dann auf seine einzige Nichte Luise, die spätere Ehefrau des Detmolder Regierungspräsidenten Christian Theodor von Meien, über. Noch heute ist das Rittergut im Besitz der Familie von Meien. Von Meien stammte von der Domäne Hellinghausen und war nach dem Jurastudium in den lippischen Staatsdienst eingetreten. 1817 wurde er von Fürstin Pauline in die Staatsregierung berufen.
Nördlich des heutigen Gutes wurde in den 1950er Jahren ein rechteckiger Platz beobachtet, der von einer zugeworfenen Gräfte umgeben war. Dies könnte der Platz der 1545 in einem Erbvertrag erwähnten „Burgstätte zu Exten“ gewesen sein.

### 19. Jahrhundert
Mit dem frühen 19. Jahrhundert nahmen die Extener Eisenhämmer einen bedeutenden Aufschwung, nun wandelte sich das Dorf zu einer stark gewerblich geprägten Landgemeinde, in der sich bäuerlicher und frühindustrieller Alltag eng berührten.
Nach dem Niedergang der Eisenindustrie wurde Exten eine Hochburg der Korbflechterei. Im Jahr 1878 entstand die später größte Korbmacherei in Exten, nämlich die Korbwarenfabrik Hermann Meyer. Waren es vor dem Ersten Weltkrieg 70.000 Körbe, die jährlich in Exten hergestellt wurden, so wuchs die Zahl bald in die Hunderttausende und Millionen. In den 1950er Jahren ging die Korbindustrie in Exten nieder.
Am 13. August 1837 brachte die Exter, die den Bürgern sonst Arbeit und somit das tägliche Brot lieferte, ein schweres Unglück über das Dorf. Infolge eines unmittelbar oberhalb des Ortes niedergehenden Wolkenbruches stieg sie innerhalb weniger Minuten um fast 4 m. Beinahe das ganze Dorf wurde überflutet. Häuser stürzten ein, alle drei Brücken wurden weggerissen und viel Vieh ertrank. Auch ein Menschenleben war zu beklagen; ein vierjähriges Kind wurde aus einem Haus auf der „Insel“ durch das Fenster fortgetrieben.
Seit 1894 ist Exten Ortsteil der Kreisstadt Rinteln mit eigener Post, evangelischer Pfarrkirche und Eisenwarenfabriken. Das zuständige Amtsgericht ist Rinteln.
Seit 1927 gehört der Ort zur Grafschaft Schaumburg mit Amtsgericht und Finanzamt in Rinteln sowie eigener Post in Exten. Zwischen 1904 und 1977 gehörte Exten zum Landkreis Grafschaft Schaumburg mit Sitz in Rinteln. Seit 1977 ist Exten Gemeinde des Landkreises Schaumburg.

## Einwohnerentwicklung

### 1885 bis 2021
- Jahr - Einwohnerzahl
- 1885 - 789
- 1925 - 958
- 1933 - 1.033
- 1939 - 968
- 2008 - 2.017
- 2015 - 1.801
- 2018 - 1.906
- 2019 - 1.886
- 2020 - 1.882
- 2021 - 1.886

### Wappen

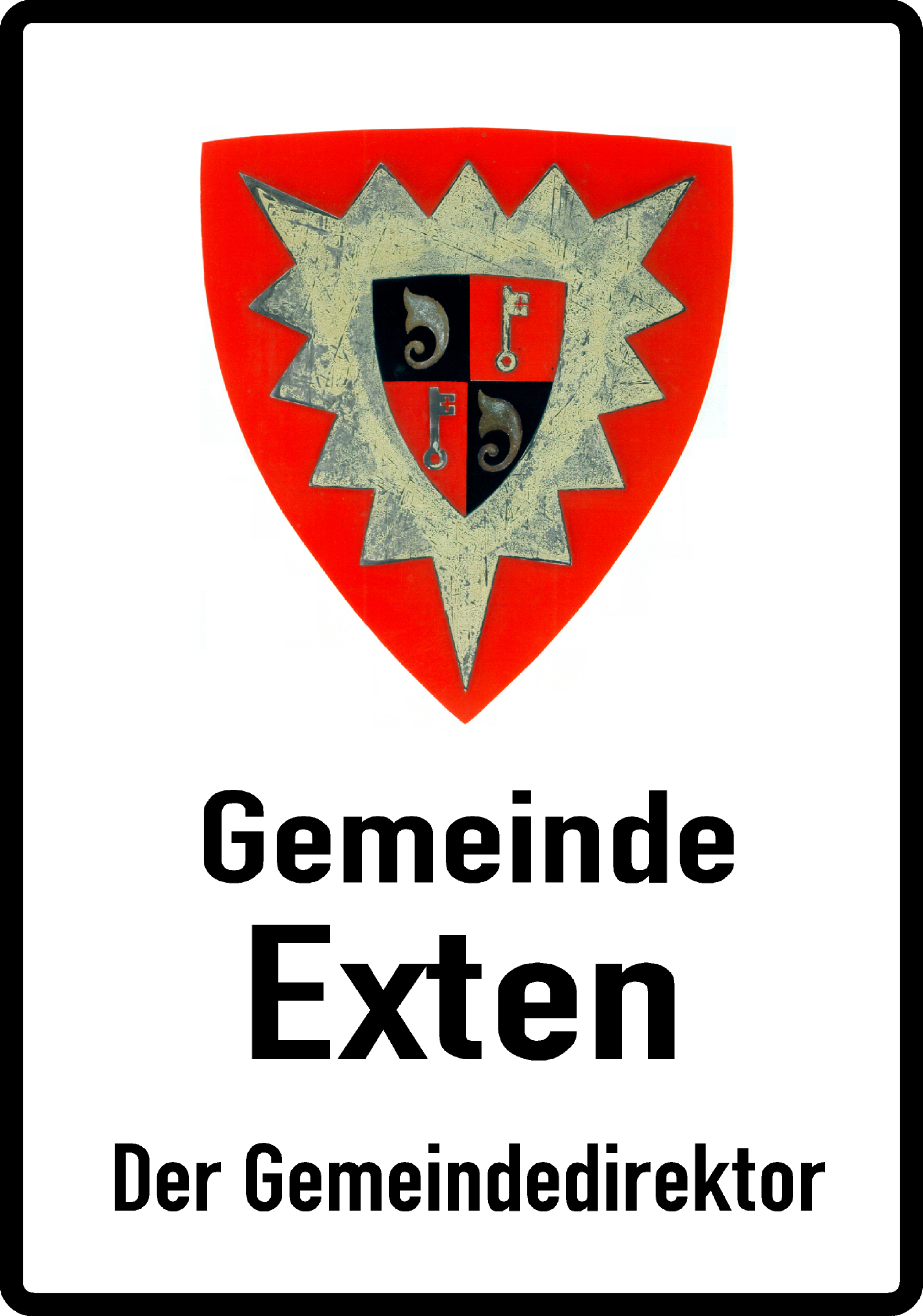
Gemeindeschild mit Wappen von 1963

Umgestaltetes Gemeindewappen Exten von 1976

Die Gemeinde Exten hat seit 1963 ein offizielles Wappen.
Blasonierung: „In rotem Feld mit goldenem Nesselblatt, gevierter Herzschild von Schwarz mit pfahlweise angeordnetem Horn und Rot mit pfahlweise angeordnetem Schlüssel (Bart oben und nach rechts außen zeigend)“
Die drei bildlichen Elemente des Wappens ergeben sich alle aus der Geschichte der frühen Grafschaft Schaumburg.
Die Schaumburg, im Mittelalter der Stammsitz der Schaumburger Grafen, steht auf dem Nesselberg im Ortsteil Schaumburg der Stadt Rinteln.
Der Schlüssel symbolisiert den Schlüssel des Heiligen Petrus. Er wird in vielen Wappen der Region gezeigt, meist jedoch in der Form zweier gekreuzter Schlüssel. Er war bereits das Symbol der Bischöfe von Minden. Die Darstellung auf rotem Feld ist in all diesen Wappen typisch. Exten gehörte seit seiner urkundlichen Nennung im Jahre 896 zum Bistum Minden. Die Bischöfe des Bistums Minden siedelten die Ritter von Eckersten um 1213 in Exten an.
Die Hörner sind die Hauptelemente im Wappen derer von Eckersten, die von 1213 bis 1550 das herrschende Adelsgeschlecht in Exten waren. Man findet ihre Symbolik auch in der Familienloge der Kirche zu Exten wieder.
Hinweis:
Das Gemeindewappen von 1963 (Französisches Schild) darf nach dem Niedersächsischen Wappengesetz nur von den Dienststellen der Gemeinde als Hoheitszeichen verwendet werden. Eine Verwendung durch Dritte ist untersagt.
1976 wurde das Wappen umgestaltet. Es wurde das sog. „Exten-Zeichen“ für alle außerhalb der Gemeindeverwaltung liegenden Verwendungen eingeführt. Dieses ist als Bild-Wort-Marke konzipiert und besteht aus einem roten Wappenschild (Spanische Form) mit weißem Nesselblatt und geviertem Herzschild mit Horn und Schlüssel mit dem darüber in weißem Feld stehenden Wort „Exten“. Das Zeichen ist urheberrechtlich geschützt.

### Flagge
Die Flagge Extens ist eine horizontal zweigeteilte Flagge, bestehend aus zwei Querstreifen in den Farben weiß und rot (von oben nach unten). Auf der Flagge ist zudem das Wappen der Gemeinde Exten zu sehen.
Die zwei Querstreifen und die Farben begründen sich durch das Wappen der Landgrafschaft Hessen-Kassel. Nach Teilung der Grafschaft Schaumburg 1647 in einen lippischen und einen hessischen Teil zeigt das Wappen der hessischen Grafschaft Schaumburg in Rot ein von Silber über Rot geteiltes Schildchen umgeben von einem silbernen Nesselblatt.
Zur Beflaggung öffentlicher Gebäude in Deutschland an gesetzlichen Beflaggungstagen gibt es eine Flagge im Querformat und eine Bannerflagge im Hochformat. Für den privaten Gebrauch gibt es eine Bürgerfahne im Querformat.

## Politik
Exten besitzt den Status eines Ortsteiles der Gemeinde Stadt Rinteln.

### Ortsrat
Der Ortsrat von Exten setzt sich wie folgt zusammen:
| Wahljahr | SPD | CDU | GRÜNE | WGS | Gesamt  |
| 2021     | 4   | 1   | 1     | 1   | 7 Sitze |
| 2016     | 2   | 2   | 2     | 1   | 7 Sitze |
| 2011     | 2   | 3   | 1     | 1   | 7 Sitze |

(Stand: Kommunalwahl 12. September 2021)

### Ortsbürgermeister
- Dennis Luthe (CDU) seit 2023
- Bernd Kirchhoff (SPD), 2021 - 2023
- Bernd Kirchhoff (SPD), 2016 - 2021
- Thorsten Kretzer (CDU), 2001 - 2016

## Sehenswürdigkeiten

### Bauwerke

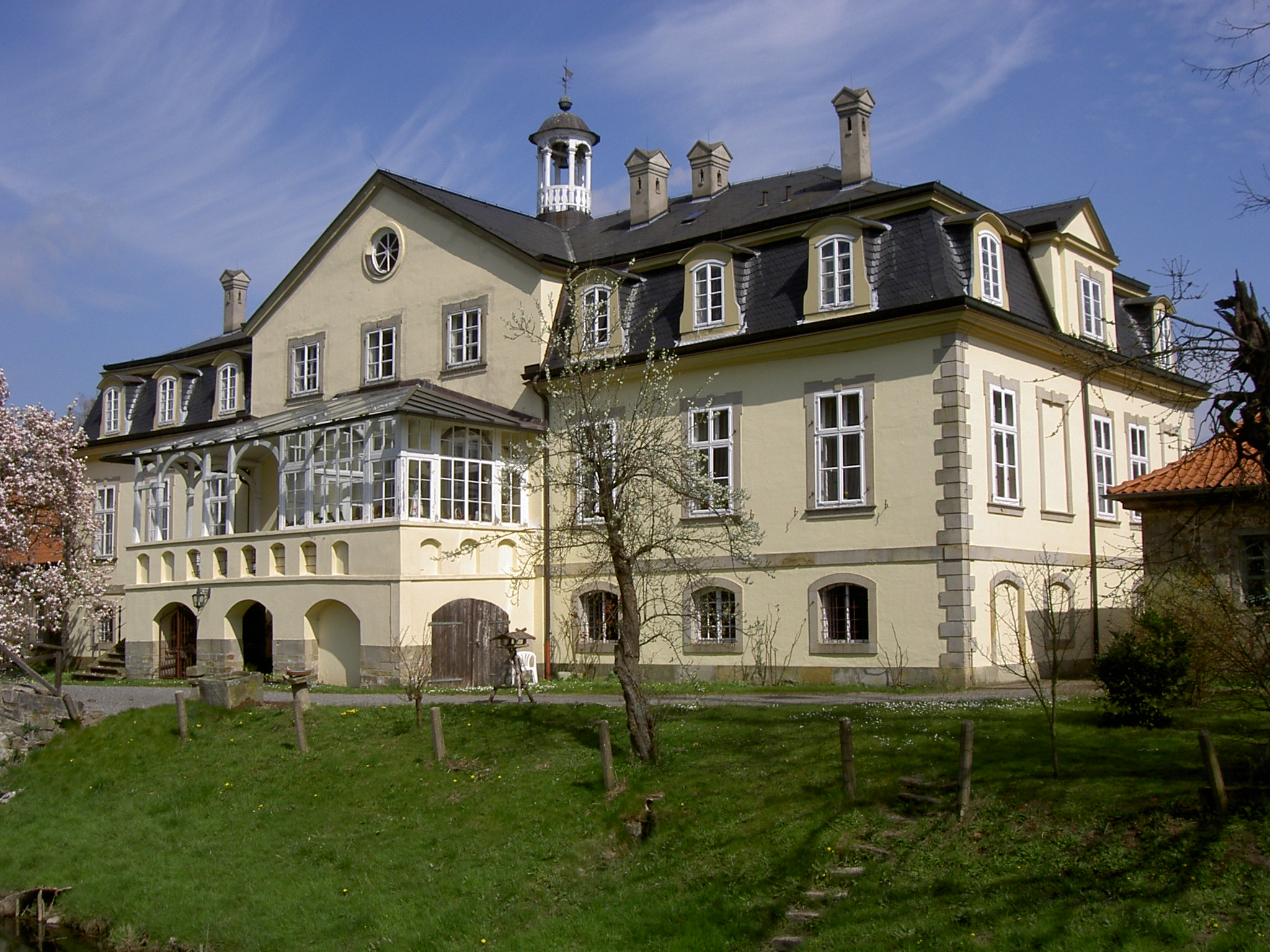
Rittergut Exten

- Kirche St. Cosmae et Damiani - zwischen 770 und 790 als Holzkirche gegründet. Das heutige Gebäude stammt bis auf den 1548 erneuerten Turm aus dem 12. Jahrhundert.

Drei Wappen der Besitzer des Rittergutes Exten (v.l.: von Eckersten, von Wartensleben, von Meien)

- Rittergut – 1727 errichtet der Bremer Baumeister Conrad Georg Conradi für Karl Christian Graf von Wartensleben auf den Grundmauern eines älteren Hauses das heutige repräsentative Herrenhaus des Rittergutes im spätbarocken Régencestil.

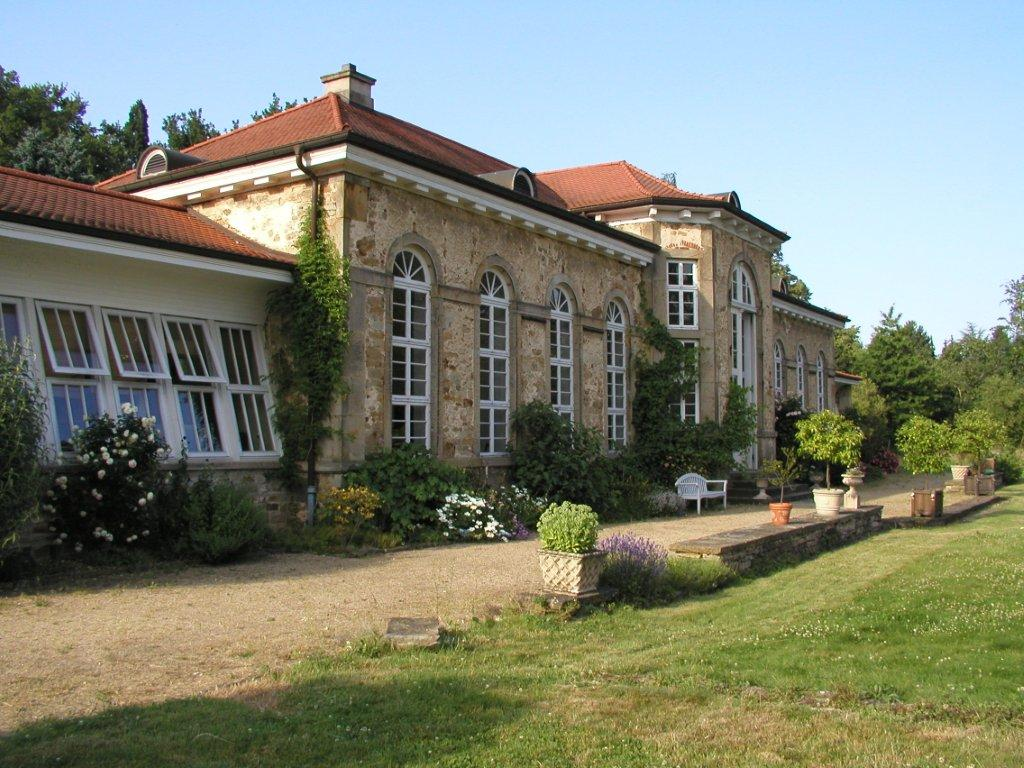
Orangerie Exten

- Orangerie – um 1810 errichtetes Orangeriegebäude des Rittergutes. Im 19. Jahrhundert beherbergte sie eine berühmte Sammlung exotischer Pflanzen, die 1883 nach Hannover verkauft wurde. Heute ist es zu Wohnzwecken eingerichtet.
- Der Gutspark – im frühen 18. Jahrhundert als Barockgarten nach dem Vorbild Hannovers mit Graft, Hecken und Alleen gestaltete Anlage, wurde um 1800 in einen Landschaftsgarten umgewandelt. Mit seinen verschlungenen Wegen und mächtigen Bäumen entlang der Exter entfaltet er auch heute noch einen eigenen Reiz. Im Westbereich des Gartens befindet sich die Grablege der Familie von Meien mit einem hohen Sandsteinobelisken.

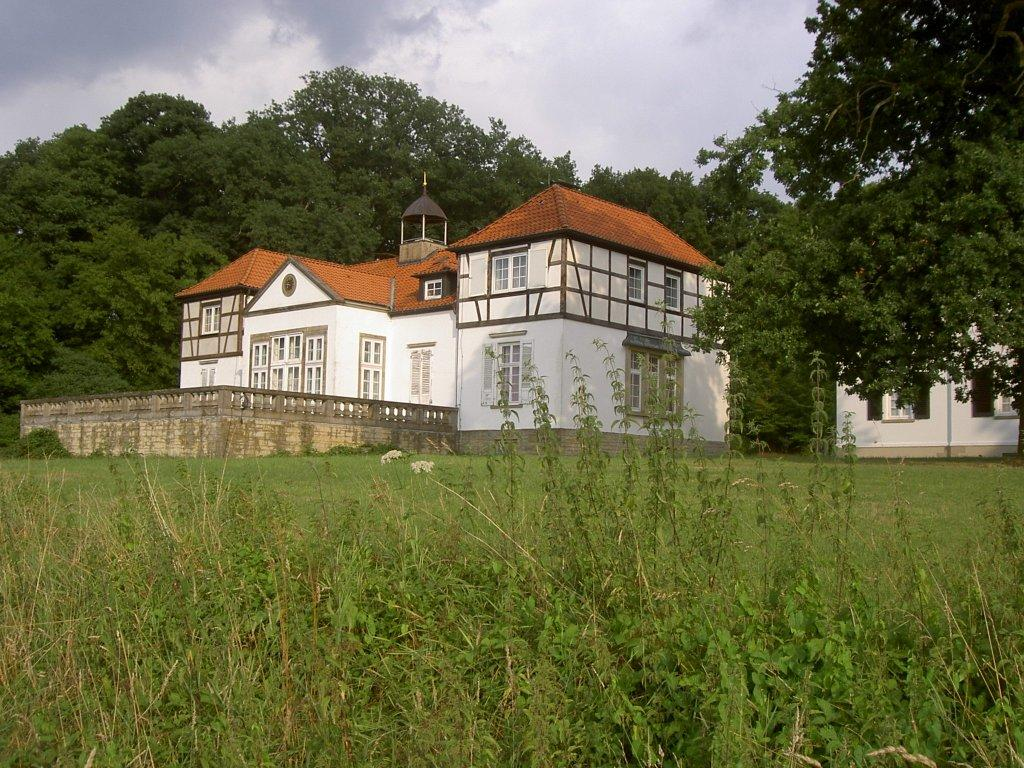
Kehlhaus

## Kultur

### Museen
- Heimatstube Exten - museum für dorfkultur, 1973 gegründet als Heimatmuseum zur Bewahrung der Geschichte, Tradition und Kultur. Dauerausstellung zahlreicher Exponate des dörflichen Alltags sowie der Dorfchronik.
- Industriemuseum „Unterer Eisenhammer“, 1746 gegründet durch Johann Peter Kretzer. Sehenswürdigkeit im Verlauf der Niedersächsischen Mühlenstraße. Seit 2006 denkmalgeschütztes Industriedenkmal.
- Industriemuseum „Oberer Eisenhammer“ aus der Zeit um 1710. Sehenswertes Fachwerkhaus in südlicher Ortsrandlage im Verlauf der Niedersächsischen Mühlenstraße. Seit 2012 denkmalgeschütztes Industriedenkmal.

### Regelmäßige Veranstaltungen
- Das Historische Schützenfest mit der „Schlacht im Exterfelde“ führt zurück auf die Feiern zum Sedantag nach dem Deutsch-Französischen Krieg 1870/71. Es wird jährlich gefeiert und ist ein überregionales Spektakel. Der persiflierte Schlachtverlauf erinnert an die Kapitulation der französischen Armee und der Gefangennahme des französischen Kaiser Napoleon III.

### Rundfunk und Film
1976 diente das Rittergut Exten mit seinem historischen Park als Filmkulisse für Filmaufnahmen der Regina Ziegler Film GmbH & Co. KG (Berlin + Köln) des Fernsehspielfilmes Die Brüder. In dem deutschen Familiendrama von Wolf Gremm spielen Klaus Löwitsch, Erika Pluhar und Doris Kunstmann in den Hauptrollen. Der Männergesangverein Exten von 1879 spielt in einigen Szenen mit seinen Auftritten eine Nebenrolle. Der Film wurde am 11. Januar 1977 uraufgeführt. Die Fernseherstausstrahlung erfolgte am 16. Dezember 1983 im ZDF.

## Wirtschaft und Infrastruktur

### Verkehr
Straßenverkehr

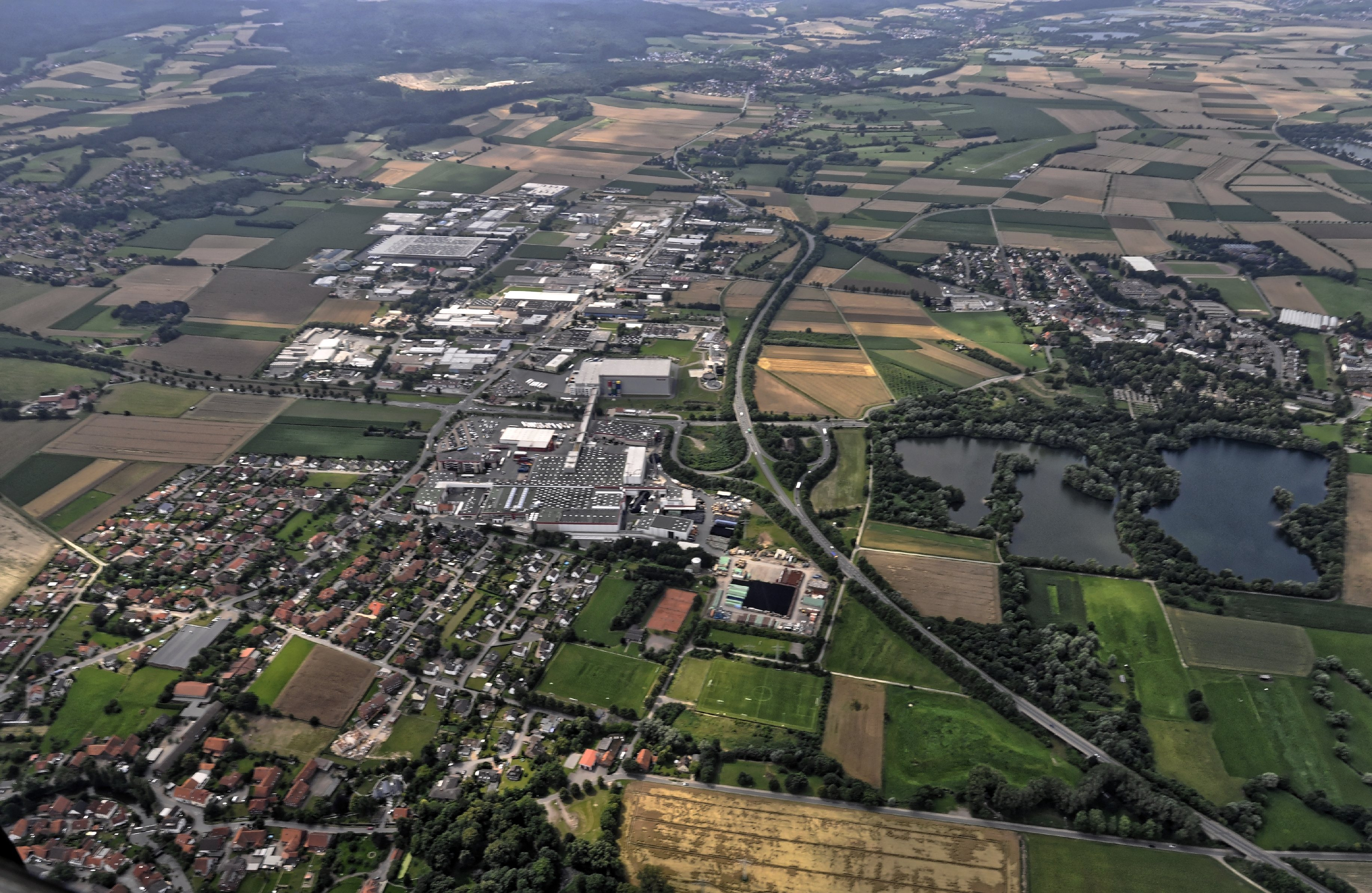
Das Industriegebiet Rinteln-Süd westlich von Exten

Ehemaliges Ortsschild Exten

Exten liegt nahe der Bundesautobahn 2 mit der Anschlussstelle Bad Eilsen. Die Bundesstraße 238 führt direkt westlich am Ort vorbei. Ebenso wie die von Rinteln nach Barntrup führende Extertalstraße. Die ortsdurchführende Landesstraße 433, die im Verlauf bis Hameln führt, ist Abschnitt der sehenswerten Niedersächsischen Mühlenstraße.
Schienenverkehr
Am Exter Bahnhof, heute Bahnhof Rinteln Süd, endet die mittlerweile stillgelegte Extertalbahn. Sie führte bis 1969 durch die Altstadt in Rinteln über die Weserbrücke bis zum Bahnhof Rinteln. Der Exter Bahnhof war bis dahin wichtigster Umschlagplatz für die in Exten produzierten Güter. Zu denen gehörten vor allem handgeflochtene Weidenkörbe in allen Größen, die von hier aus in langen Güterzugkolonnen ihren Weg in die Welt antraten.
Luftverkehr
Exten liegt in naher Entfernung zum Sportflugplatz Rinteln.

### Unternehmen
Die Firma Riha Richard Hartinger Getränke produziert Fruchtsäfte und Mineralwasser. Sie ist seit Gründung im Jahre 1934 in Exten ansässig, größter Arbeitgeber der Stadt Rinteln und weltweit tätig.

### Öffentliche Einrichtungen
- Die Freiwillige Feuerwehr Exten sorgt für den Brandschutz und die allgemeine Hilfe.
- Die Verwaltungsstelle Exten[4] ist das Bindeglied zwischen den Bürgern und der Stadtverwaltung der Stadt Rinteln.

### Bildung
- Kindergarten MinniMax[5]
- Grundschule Exten[6]

## Vereine
- Frauenchor der evangelischen Kirche
- Posaunenchor der evangelischen Kirche
- Hundesportverein Exten e. V
- Verein für Heimatpflege und Kultur e. V
- Gesangverein Exten von 1879 (bis 2012 Männergesangverein Exten von 1879)
- Schützengilde Exten
- Seniorenclub
- Turn - und Sportverein Eintracht von 1911
- Unterhaltungsclub Gemütlichkeit
- Volksbund Deutsche Kriegsgräberfürsorge

## Tourismus
- Die Niedersächsischen Mühlenstraße verläuft durch Exten.
- Der Geologische Wanderweg Nr. 1 in der Grafschaft Schaumburg durch das lippische Keuperbergland beginnt in Exten.

## Persönlichkeiten

### Söhne und Töchter des Ortes
- Hermann Simon von Wartensleben (um 1589–1654), Hofmeister des Grafen Ernst von Schaumburg und Sternberg zu Stadthagen, wurde 1642 in die Fruchtbringende Gesellschaft aufgenommen
- Alexander Hermann Graf von Wartensleben (1650–1734), preußischer Generalfeldmarschall, am 16. Dezember 1650 als ältester Sohn des Extener Gutsbesitzers und seiner Ehefrau Elisabeth von Haxthausen in Lippspringe geboren. Exten war der Stammsitz der Familie. Lippspringe wurde zufällig nur Geburtsort, da seine Mutter gerade ihren Bruder dort besuchte. Getauft wurde er am 15. Januar 1651 in Exten
- Wilhelm Ludwig Gustav Graf von Wartensleben (1734–1821), Offizier und Träger des Kommandeurskreuz des Maria-Theresien-Ordens (1790)
- Walter Maack (1907–1971), Schriftsteller und Heimatforscher
- Helmut Preul (1933–2001), ehrenamtlicher Bürgermeister von Bückeburg und Träger des Bundesverdienstkreuzes
- Heinrich Krüger (1928–2019), Buchdrucker, Mitbegründer der Gewerkschaft in Rinteln DGB, Träger des Bundesverdienstkreuzes, des Verdienstkreuz 1. Klasse des Niedersächsischen Verdienstordens, der Hans-Böckler-Medaille und der Leonhard-Mahlein-Medaille.